# Strada principale 28
La strada principale 28 è una delle strade principali della Svizzera. Il tratto iniziale, da Landquart alla stazione di carico della galleria del Vereina, presso Klosters, venne inserito nel 2000 nella rete delle strade nazionali con il numero N 28.

## Percorso
La strada principale 28 ha origine a Landquart dal tronco comune alle strade principali 3 e 13. Risale la valle percorsa dall'omonimo torrente toccando Klosters e Davos; qui assume il carattere di strada di montagna, valicando il passo della Flüela e discendendo poi verso l'Engadina, che viene raggiunta a Susch.
Per alcuni chilometri (fino a Zernez) il tracciato è in comune con la strada principale 27, ma poi la strada principale 28 abbandona la valle riprendendo la salita, questa volta fino al passo del Forno; oltre percorre in discesa la Val Monastero, fino al confine italiano che viene raggiunto dopo Müstair.
Oltre confine la strada prosegue come SS 41.